# Benito Juárez, Baja California Sur
Benito Juárez är en ort i Mexiko.   Den ligger i kommunen Comondú och delstaten Baja California Sur, i den västra delen av landet, 1 500 km väster om huvudstaden Mexico City. Benito Juárez ligger 32 meter över havet och antalet invånare är 900.
Terrängen runt Benito Juárez är mycket platt. Runt Benito Juárez är det mycket glesbefolkat, med 3 invånare per kvadratkilometer. Närmaste större samhälle är Ciudad Constitución, 19,0 km sydost om Benito Juárez. Omgivningarna runt Benito Juárez är i huvudsak ett öppet busklandskap.